# Дорогобуж
Дорогобуж (на руски: Дорогобуж) е град в Русия, административен център на Дорогобужки район, Смоленска област. Населението на града към 1 януари 2018 година е 9793 души.